# Olibrus liquidus
Olibrus liquidus é uma espécie de insetos coleópteros polífagos pertencente à família Phalacridae.
A autoridade científica da espécie é Erichson, tendo sido descrita no ano de 1845.
Trata-se de uma espécie presente no território português.

## Características

### Região e ambiente
Olibrus liquidus é natural da região paleoártica, encontrado na Europa e no norte africano, além de habitar a Colúmbia Britânica, Canadá. Olibrus liquidus apresentam uma preferência por ambientes secos e quentes. Seu estágio de desenvolvimento larval foi visto em flores de asteraceae, mas não se sabe as preferências de flores.

### Características físicas
O corpo marrom escuro, alongado e oval apresenta um comprimento que varia de 1,9 a 2,6 mm. Suas pernas apresentam amarelo e marrom.

## Estudos
A espécime foi estudada pela School Malaise Program.